# Ghanaur
Ghanaur é uma cidade e uma nagar panchayat no distrito de Patiala, no estado indiano de Punjab.

## Geografia
Ghanaur está localizada a 30° 20′ N, 76° 37′ L. Tem uma altitude média de 255 metros (836 pés).

## Demografia
Segundo o censo de 2001, Ghanaur tinha uma população de 5754 habitantes. Os indivíduos do sexo masculino constituem 53% da população e os do sexo feminino 47%. Ghanaur tem uma taxa de literacia de 64%, superior à média nacional de 59.5%: a literacia no sexo masculino é de 68% e no sexo feminino é de 60%. Em Ghanaur, 12% da população está abaixo dos 6 anos de idade.